# Marktchaise

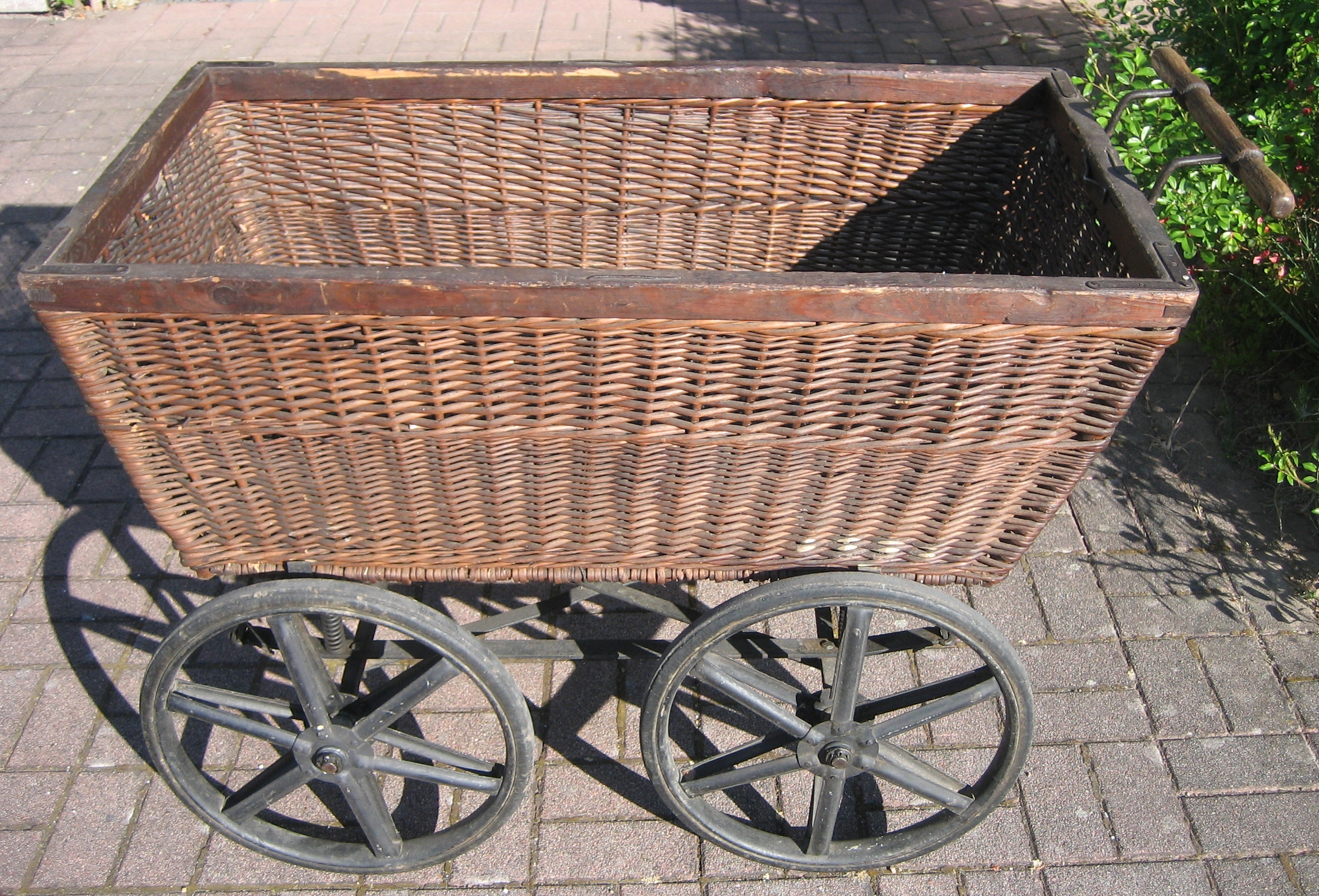
Eine dunkle Chaise

Eine helle Chaise

Als Marktchaise oder einfach nur Chaise (gesprochen: [ʃɛːz] „schääs“) bezeichnet man vor allem im badischen Raum einen robusten zweiachsigen Handwagen, mit dem früher Waren auf den Markt gefahren wurden.
Der Aufbau einer solchen Chaise besteht aus Flechtwerk, dessen oberer Abschluss mit einem Holzrahmen verstärkt ist. Darunter befindet sich das gefederte Fahrgestell. Die Räder sind mit einem Vollgummireifen ummantelt. Anders als ein Bollerwagen wird die Chaise nicht gezogen, sondern an einem kurzen Griff geschoben.
Mit dem Rückgang der Landwirtschaft sind Chaisen weitgehend aus dem Straßenbild verschwunden, erfahren aber bisweilen einen Zweitnutzen als Transportvehikel für Vatertags- oder Maiwanderungen. Bei der Basler Fasnacht werden nebst den Wagen Chaisen benutzt, um die kunstvollen Sujets durch die Straßen zu führen und zu präsentieren.